# Céline Chartrand
Céline Chartrand, född 26 maj 1962, är en friidrottare från Kanada. Hon deltog vid olympiska sommarspelen 1988.